# 훈춘 사건
훈춘 사건(琿春 事件)은 1920년 9월 12일 오전 5시경 일본 제국이 군대 투입을 위해 중국 마적단과 내통해 고의로 일본 관공서를 습격한 사건이다.
일본군은 이를 핑계로 함북에 주둔하는 나남사단(제21사단)의 1개 연대를 출동해서 훈춘에 입성해 주변의 한인 인사들을 체포했다.

## 같이 보기
- 간도참변
- 경신참변
- 니콜라옙스크 사건
- 청진 상륙 작전